# Luis Rius
Luis Rius Azcoitia (Tarancón, Cuenca; 10 de noviembre de 1930-México; 10 de enero de 1984), poeta y ensayista español.

## Biografía
Su padre, Luis Rius Zunón, fue alcalde de Tarancón (1933), diputado provincial y presidente de la Diputación de Cuenca (1934), así como y gobernador civil de Soria y Jaén (1935-36). Militó en el Partido Radical Socialista de Marcelino Domingo. En octubre de 1936, como consecuencia de la guerra civil y después de un corto periodo en Jaén y Barcelona, es evacuado junto a su hermana Elisa y su madre a Normandía (Francia), donde permanece el resto de la contienda bélica, subsistiendo gracias al sueldo que tenía su padre como Tesorero de CAMPSA en París. En 1939 se trasladó a México con su familia, país que ya no abandonará nunca. Se doctoró en letras por la UNAM y fue profesor en la Universidad de Guanajuato, en la que dirigió la Escuela de Filosofía y Letras. Fundó varias revistas literarias: en 1948, junto a Tomás Segovia, Manuel Durán y otros la revista Presencia. Con Inocencio Burgos y otros, crea Clavileño. En estas revistas colaboraron también Enrique de Rivas, Pascual Buxó, Nuria Parés, etc. Colaboró como editor en la revista Segrel, y también en Cuadernos Americanos, Anuario de Letras (UNAM), Las Españas, Revista Mexicana de Cultura, México en la Cultura, El Heraldo Cultural, Novedades y Excelsior; se le considera uno de los poetas de la segunda generación del exilio republicano, llamada, más sintéticamente, "niños de la guerra" y formada, además de él, por Tomás Segovia, Nuria Parés, Manuel Durán, Carlos Blanco Aguinaga, Ramón Xirau, Enrique de Rivas, etcétera, todos ellos nacidos entre 1925 y 1937. Dio clases en la Universidad Nacional Autónoma de México, en la Universidad de San Luis de Potosí, en la Universidad Iberoamericana y en el México City College. Se casó en 1968 con Pilar Rioja, bailarina mexicana de flamenco, hija de padres españoles. En sus poemas dominan el conocimiento de los clásicos, el simbolismo y la contención, muy expresiva en los versos breves. También escribió numerosos ensayos sobre la poesía española del exilio y su gran biografía sobre León Felipe. Además del amor, su tema dominante es la identidad:
¿De qué tierra será?, ¿dónde su mar? / -dicen-, ¿cuál es su sol, su aire, su río? / Mi origen se hizo pronto algo sombrío / y cuando a él vuelvo no lo vuelvo a hallar. / Cada vez que me pongo a caminar / hacia mí pierdo el rumbo, me desvío. / No hay aire, río, mar, tierra, sol mío. / Con lo que no soy yo voy siempre a dar. / Si acaso alguna vez logré mi encuentro / -fue camino el amor-, me hallé contigo /	piel a piel, sombra a sombra, dentro a dentro, / el frágil y hondo espejo se rompió, / y ya de mí no queda más testigo / que ese otro extraño que también soy yo.

## Obra

### Lírica
- Canciones de vela, Segrl, 1951.
- Canciones de ausencia, Universidad de Guanajuato, 1954.
- Canciones de amor y sombra, Era, Alacena, 1965.
- Canciones a Pilar Rioja, Finisterre, 1969.
- Cuestión de amor y otros poemas, Promociones Editoriales Mexicanas, 1984. Antología compilada por él pocos meses antes de su muerte por cáncer.
- Cuestión de amor y otros poemas, Prólogo de Ángel González. Estudio de José Paulino. Cuenca, Ediciones de la Universidad de Castilla-La Mancha, 1998.

### Ensayo
- El mundo amoroso de Cervantes y sus personajes (1954).
- Los grandes textos de la literatura española hasta 1700 (1966)
- León Felipe, poeta de barro (Biografía), 1968. 2ª. edición, Promexa, 1986.